# آلیکوئیپا (پنسیلوانیا)
آلیکوئیپا (به انگلیسی: Aliquippa) شهری در ایالت پنسیلوانیا کشور ایالات متحده آمریکا است که جمعیت آن در سرشماری سال ۲۰۱۰ میلادی، ۹٬۴۳۸ نفر بوده‌است.